# Hier kommt Honey Boo Boo
Hier kommt Honey Boo Boo ist eine US-amerikanische Reality-Doku-Soap, die von August 2012 bis Oktober 2014 in dem US-amerikanischen Network TLC ausgestrahlt wurde. Im deutschsprachigen Raum war die Serie ab 14. April 2014 auf TLC Deutschland zu sehen. Die Serie ist ein Ableger der Reality-TV-Dokuserie Toddlers & Tiaras.

## Handlung
Die Serie folgt dem Leben der zu Serienbeginn sechsjährigen Alana „Honey Boo Boo“ Thompson und ihrer Familie. Alana lebt mit ihrer Mutter June, Vater Mike und den älteren Schwestern Lauryn, Jessica und Anna in McIntyre, Georgia. Die Familie, die der US-amerikanischen Unterschicht (White Trash) zugeordnet werden kann, wurde in der Reality-Show Toddlers & Tiaras bekannt, in der sie Alana bei Schönheitswettbewerben teilnehmen ließ. Am Ende der ersten Staffel wird die älteste Tochter Anna selbst Mutter einer Tochter. In der zweiten Staffel heiratet June ihren langjährigen Freund und den Vater von Alana, Mike Thompson.

## Besetzung
Die Hauptdarstellerin ist Alana Thompson (* 28. August 2005, genannt Honey Boo Boo), die in der ersten Staffel sechs Jahre alt war. Daneben zeigt die Sendung noch ihre Mutter June Shannon (Mama June), ihren Vater Mike Thompson (Sugar Bear), und ihre drei Schwestern Lauryn (Pumpkin, * 2000), Jessica (Chubbs, * 1996) und Anna (Chickadee, 1994–2023). Später kommen noch die Tochter von Anna, Kaitlyn (* 2012), und der feste Freund, später Verlobter von Anna, Michael hinzu, außerdem der homosexuelle kleine Bruder von Sugar Bear, Lee (Uncle Poodle).

## Veröffentlichung
Die erste Staffel wurde vom 8. August 2012 bis 26. Oktober 2012 auf TLC ausgestrahlt, Anfang 2013 folgten vier Specials. Bereits im September 2012 wurde die Produktion einer zweiten Staffel angekündigt, die vom 15. Juli bis 11. September 2013 in den Vereinigten Staaten ausgestrahlt wurde. Die zwölfteilige dritte Staffel folgte von 16. Januar bis 6. März 2014, die vierte ab 19. Juni 2014.
TLC Deutschland begann mit der Ausstrahlung der Serie am 14. April 2014.
Obwohl eine weitere Staffel bereits abgedreht wurde, nahm TLC die Serie am 24. Oktober 2014 in den Vereinigten Staaten aus dem Programm, nachdem bekannt wurde, dass June Shannon Kontakte zu einem wegen sexuellen Missbrauchs Minderjähriger verurteilten Straftäter pflegen soll, der in der Vergangenheit bereits das älteste ihrer eigenen Kinder belästigt haben soll. Auch in Deutschland ist das Format nicht mehr zu sehen, jegliche Online-Inhalte wurden von der Website und der Facebookseite des Senders entfernt.
2017 kehrten Teile der Familie mit dem Format Mama June: From Not to Hot auf die US-amerikanischen TV-Bildschirme zurück.
2021 waren Alana und June in der sechsten Staffel der US-Ausgabe von The Masked Singer zu sehen.

## Erfolg
Die erste Folge der Sendung wurde in den Vereinigten Staaten von etwa 2,2 Millionen Zuschauern gesehen und erreichte damit ein Rating von 1,6 bei den 18- bis 49-Jährigen. Spätere Episoden erreichten bis zu 3 Millionen Zuschauer.

## Parodien
In der neunten Folge der 16. Staffel der Zeichentrickserie South Park, Eine hohle Bar, trifft der übergewichtige Eric Cartman auf Honey Boo Boo, mit der er um den Titel als Americas Sweetheart konkurriert. Die Episode wurde 2013 mit dem Primetime Emmy Award ausgezeichnet.
Der Film Scary Movie 5 (2013) enthält mehrere Anspielungen auf Honey Boo Boo.